# Sporetus distinctus
Sporetus distinctus är en skalbaggsart som beskrevs av Monné 1976. Sporetus distinctus ingår i släktet Sporetus och familjen långhorningar. Inga underarter finns listade i Catalogue of Life.